# Лонтон (Пенсільванія)
Лонтон (англ. Lawnton) — переписна місцевість (CDP) в США, в окрузі Дофін штату Пенсільванія. Населення — 4967 осіб (2020).

## Географія
Лонтон розташований за координатами 40°15′50″ пн. ш. 76°47′52″ зх. д. / 40.26389° пн. ш. 76.79778° зх. д. (40.263784, -76.797876).  За даними Бюро перепису населення США в 2010 році переписна місцевість мала площу 3,00 км², уся площа — суходіл.

## Демографія
Згідно з переписом 2010 року, у переписній місцевості мешкало 3813 осіб у 1664 домогосподарствах у складі 1062 родин. Густота населення становила 1271 особа/км².  Було 1756 помешкань (585/км²).
Расовий склад населення:
| - 69,9 % — білих - 18,8 % — чорних або афроамериканців - 4,3 % — азіатів - 0,3 % — корінних американців - 2,6 % — осіб інших рас |

До двох чи більше рас належало 4,2 %. Частка іспаномовних становила 7,0 % від усіх жителів.
За віковим діапазоном населення розподілялося таким чином: 22,1 % — особи молодші 18 років, 64,8 % — особи у віці 18—64 років, 13,1 % — особи у віці 65 років та старші. Медіана віку мешканця становила 40,7 року. На 100 осіб жіночої статі у переписній місцевості припадало 87,8 чоловіків;  на 100 жінок у віці від 18 років та старших — 82,2 чоловіків також старших 18 років.
Середній дохід на одне домашнє господарство  становив 71 337 доларів США (медіана — 54 375), а середній дохід на одну сім'ю — 80 811 долар (медіана — 61 114). Медіана доходів становила 42 353 долари для чоловіків та 43 298 доларів для жінок. За межею бідності перебувало 10,7 % осіб, у тому числі 19,5 % дітей у віці до 18 років та 6,0 % осіб у віці 65 років та старших.
Цивільне працевлаштоване населення становило 1996 осіб. Основні галузі зайнятості: освіта, охорона здоров'я та соціальна допомога — 20,3 %, виробництво — 12,2 %, роздрібна торгівля — 10,5 %, мистецтво, розваги та відпочинок — 9,5 %.